# Ràdio Gràcia
Ràdio Gràcia es una emisora municipal del barrio de Gràcia, en Barcelona, que emite en frecuencia modulada por el 107.7 MHz. Forma parte del sistema de comunicación pública local del Ayuntamiento de Barcelona y tiene su sede en el Centre Cívic El Coll - La Bruguera. Desde sus inicios, ha apostado por una programación de proximidad, con participación ciudadana y una fuerte vinculación al tejido social y cultural del distrito.

## Historia
Ràdio Gràcia inició oficialmente sus emisiones en 1990 como emisora de concesión municipal. Desde el principio, se caracterizó por el impulso del voluntariado local y su compromiso con la vida social, cultural y asociativa del barrio. Durante la década de 1990, se consolidó como un espacio clave para la participación ciudadana y la creatividad radiofónica, generando una programación diversa que dejó huella en la memoria colectiva de Gràcia.
En 1999, el Distrito de Gràcia promovió un convenio con la emisora para paliar la falta de espacios de formación práctica en el ámbito del periodismo. Este acuerdo, pionero en Catalunya, permitió que estudiantes universitarios realizaran prácticas radiofónicas en directo durante dos horas al día, de lunes a viernes, en horario nocturno. Más de 200 alumnos pasaron por la emisora en el marco de esta iniciativa formativa, en colaboración con la Universidad de Barcelona.
En mayo de 2003, tras un periodo de gestión polémico en el que Ràdio Gràcia se alejó de su vocación comunitaria original, surgió la plataforma vecinal Salvem Ràdio Gràcia, con el objetivo de recuperar el proyecto como medio público y participativo. Este movimiento marcó el inicio de una nueva etapa de reapropiación ciudadana del medio.
Carles Salat fue director de Ràdio Gràcia desde 2003 hasta 2024. En 2025, tras unas semanas de dirección provisional por parte de Jordi Domènech, Carlos Medina, cofundador de scannerFM, asumió la dirección de la emisora.

## Evolución y actualidad
Con la llegada del nuevo milenio, Ràdio Gràcia comenzó el proceso de digitalización de sus emisiones, que desde entonces se difunden de manera simultánea por FM e internet. La emisora ha acogido históricamente una amplia variedad de programas culturales, informativos, musicales y de opinión, manteniendo siempre un enfoque de proximidad.
En mayo de 2004, en los estudios de Ràdio Gràcia nació scannerFM, considerada la primera emisora musical online del Estado español. El proyecto fue galardonado con el Premio Ondas a la Innovación Radiofónica en 2005. scannerFM ha sido desde entonces un referente en la radio musical digital, con una línea editorial enfocada en la música independiente y la cultura urbana.
En la actualidad, Ràdio Gràcia combina su señal por FM (107.7) con contenidos digitales, redes sociales y podcasts, reforzando su vínculo con el territorio y explorando nuevos formatos. Su parrilla apuesta por la información local, la cultura del barrio y la música vinculada al distrito. Por las mañanas, ofrece contenidos centrados en la actualidad y la memoria del barrio, mientras que por las tardes promueve la participación comunitaria a través de espacios abiertos a entidades y colectivos.
Además, Ràdio Gràcia mantiene una presencia activa en plataformas como Instagram y YouTube, que utiliza para acercarse a nuevos públicos y ofrecer una dimensión visual de su actividad en antena. La emisora también participa en la cobertura de eventos clave del calendario cultural de Gràcia, como la Festa Major de Gràcia, la Diada de Sant Jordi, los Premios Vila de Gràcia y otros festivales y celebraciones del ámbito vecinal y artístico.